# Cyrtandra mucronatisepala
Cyrtandra mucronatisepala är en tvåhjärtbladig växtart som beskrevs av Eduardo Quisumbing y Argüelles. Cyrtandra mucronatisepala ingår i släktet Cyrtandra och familjen Gesneriaceae. Inga underarter finns listade i Catalogue of Life.